# Nymphaea nouchali
Espèce
Synonymes
- Castalia caerulea Tratt.[2]
- Castalia scutifolia Salisb.[2]
- Leuconymphaea stellata (Willd.) Kuntze[2]
- Nymphaea bernierana Planch.[2] [3]
- Nymphaea cyanea Roxb. ex G.Don[2]
- Nymphaea emirnensis Planch.[2] [3]
- Nymphaea madagascariensis DC.[2] [3]
- Nymphaea minima F.M. Bailey[3]
- Nymphaea stellata Willd.[2] [3]

Statut de conservation UICN

 LC  : Préoccupation mineure
Nymphaea nouchali est une espèce de plantes à fleurs de la famille des Nymphéacées. C'est une plante herbacée aquatique à grandes fleurs colorées, cultivée notamment pour son intérêt ornemental sur les pièces d'eau, et que l'on rencontre principalement dans les zones tropicales d'Asie, d'Australie ou d'Afrique. Elle a aussi un intérêt médicinal et alimentaire.

## Description

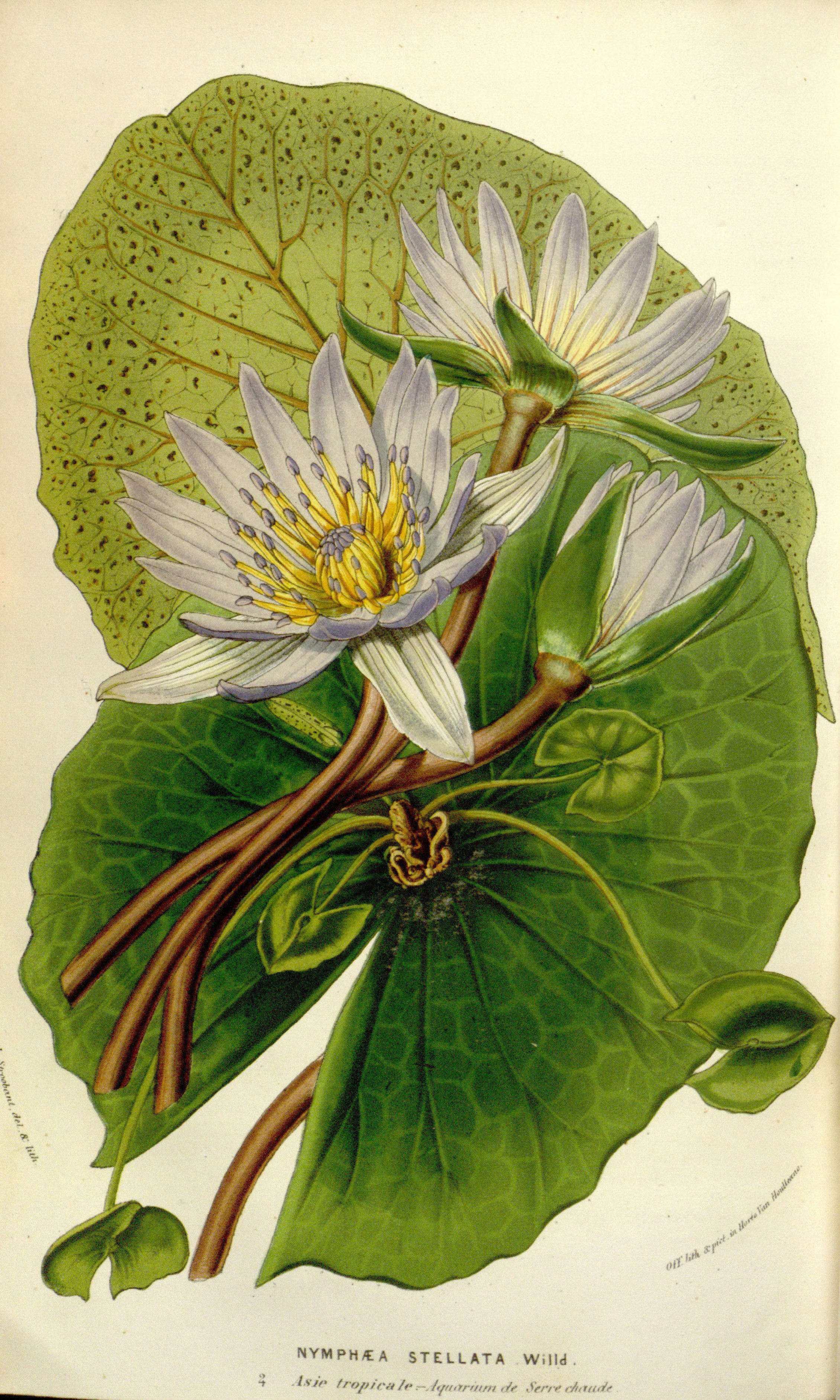
Illustration de 1852.
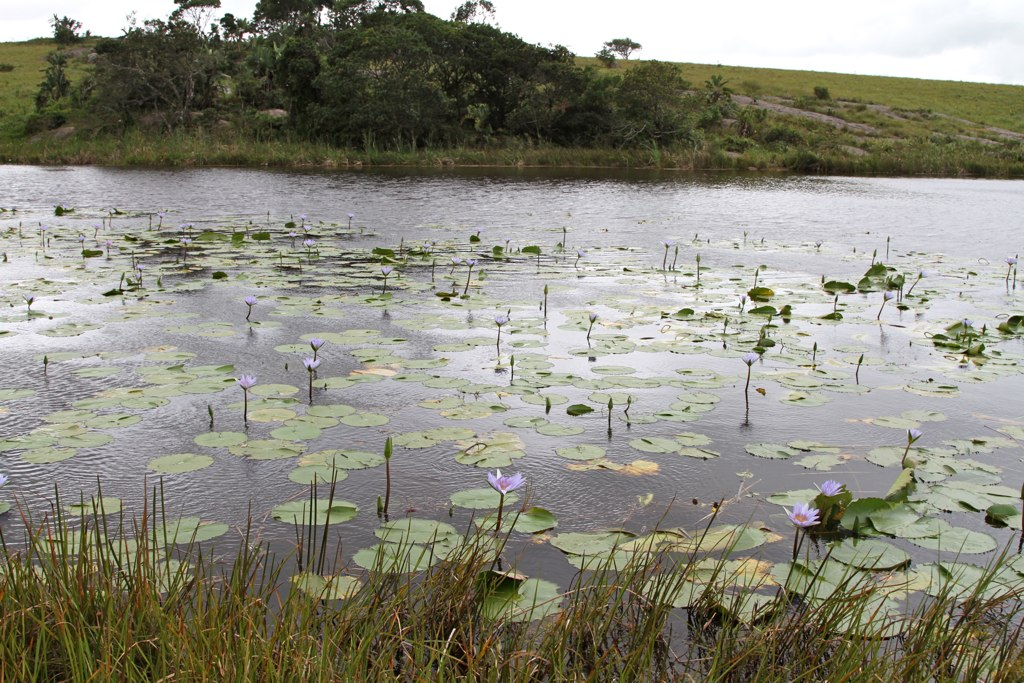
Aspect d'ensemble (dans une réserve d'Afrique du Sud).
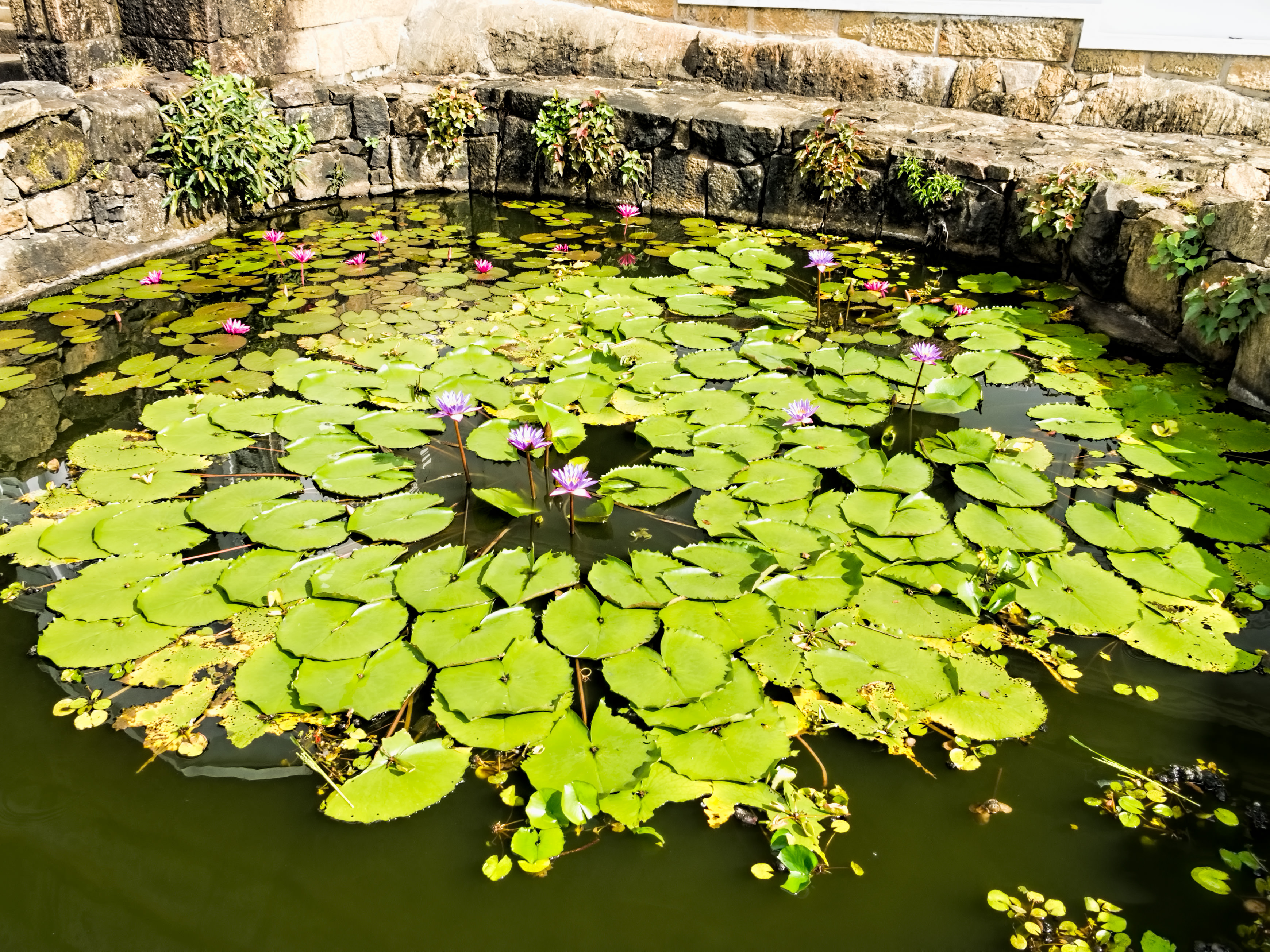
Développement d'un spécimen cultivé.
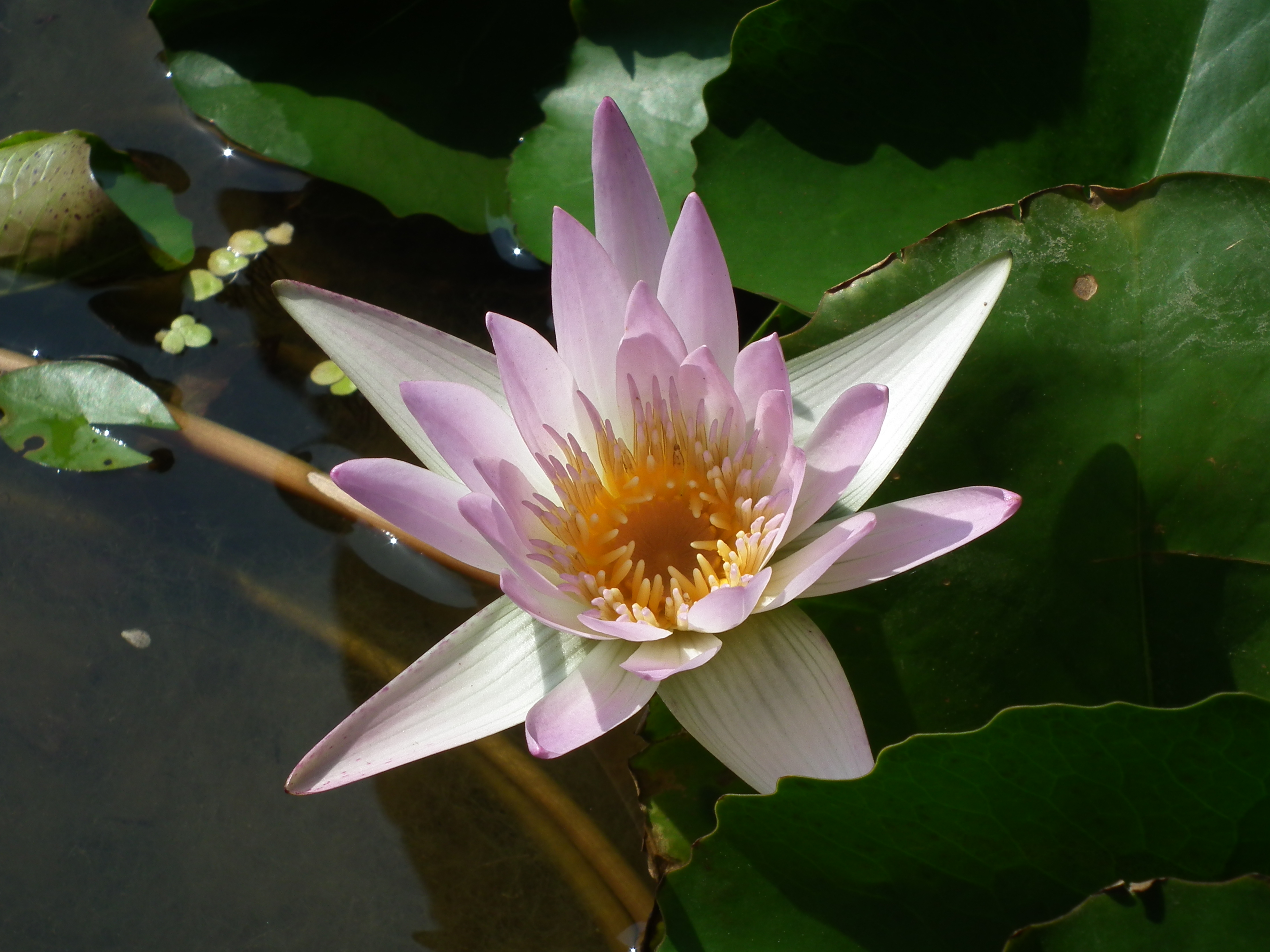
Fleur épanouie.

## Habitat et répartition
Originaire des zones tempérées et tropicales d'Asie, cette espèce est aussi présente en Australie et dans une bonne partie de l'Afrique tropicale.
Elle affectionne les eaux stagnantes où elle flotte en surface, fixée au fond par des racines.

## Classification
Cette espèce a été décrite en 1768 par le botaniste néerlandais Nicolaas Laurens Burman (1734-1793).
En classification phylogénétique APG IV (2016) comme c'était déjà le cas en classification phylogénétique APG III (2009), elle fait partie du genre Nymphaea, lui-même assigné à la famille des Nymphaeaceae.

### Liste des variétés

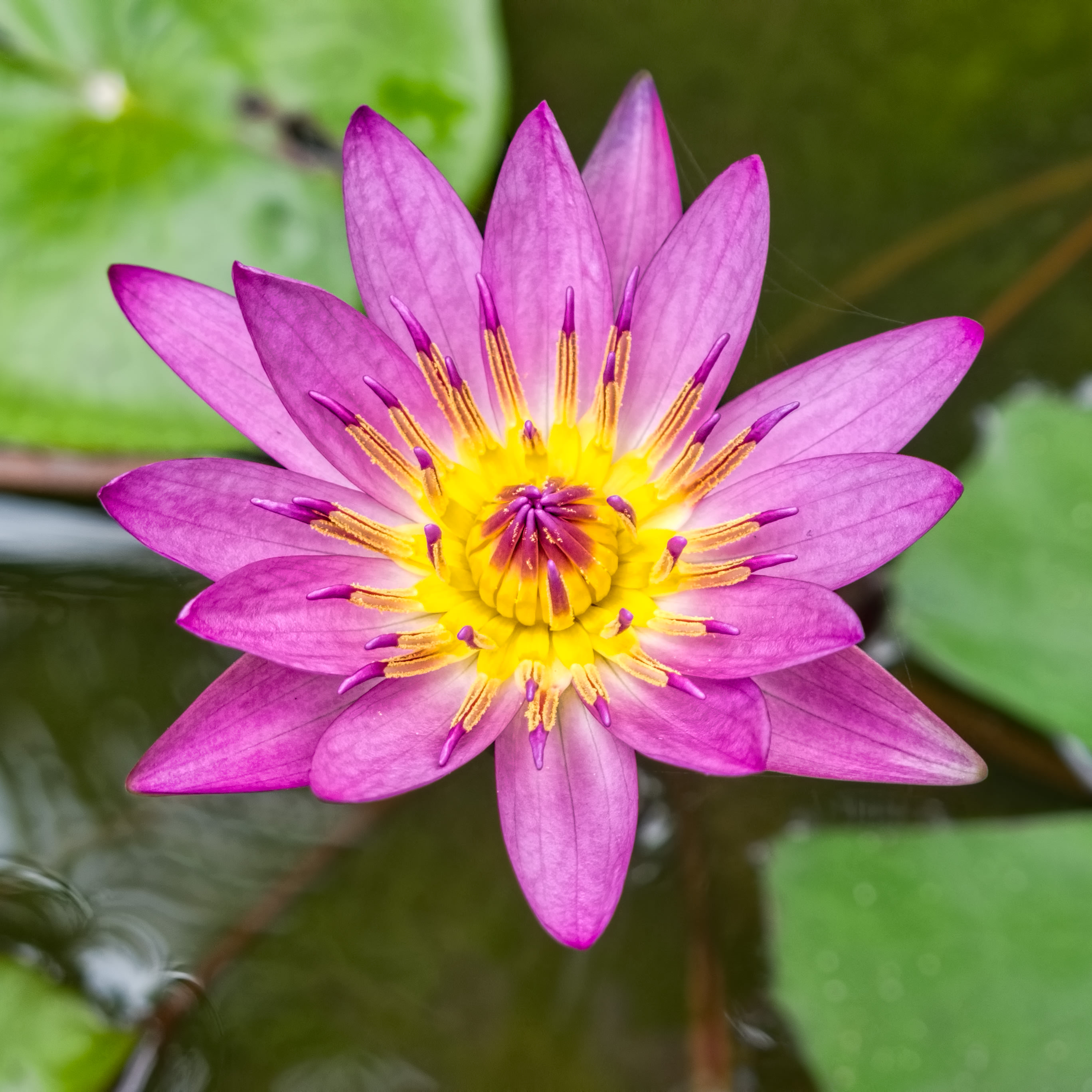
Photographie de la fleur.

Le nombre de variétés admises est débattu au sein des spécialistes.
Selon The Plant List (9 décembre 2018) :
- variété Nymphaea nouchali var. caerulea (Savigny) Verdc. - le Lotus bleu
- variété Nymphaea nouchali var. versicolor (Sims) R.Ansari & Jeeja

Selon Catalogue of Life (9 décembre 2018) :
- variété Nymphaea nouchali var. caerulea (Savigny) Verdc. - le Lotus bleu
- variété Nymphaea nouchali var. mutandaensis Verdc.
- variété Nymphaea nouchali var. ovalifolia (Conard) Verdc.
- variété Nymphaea nouchali var. petersiana (Klotzsch) Verdc.
- variété Nymphaea nouchali var. pubescens (Willd.) Hook. fil. & Thoms.
- variété Nymphaea nouchali var. versicolor (Sims) R.Ansari & Jeeja
- variété Nymphaea nouchali var. zanzibariensis (Casp.) Verdc.

## Utilisation

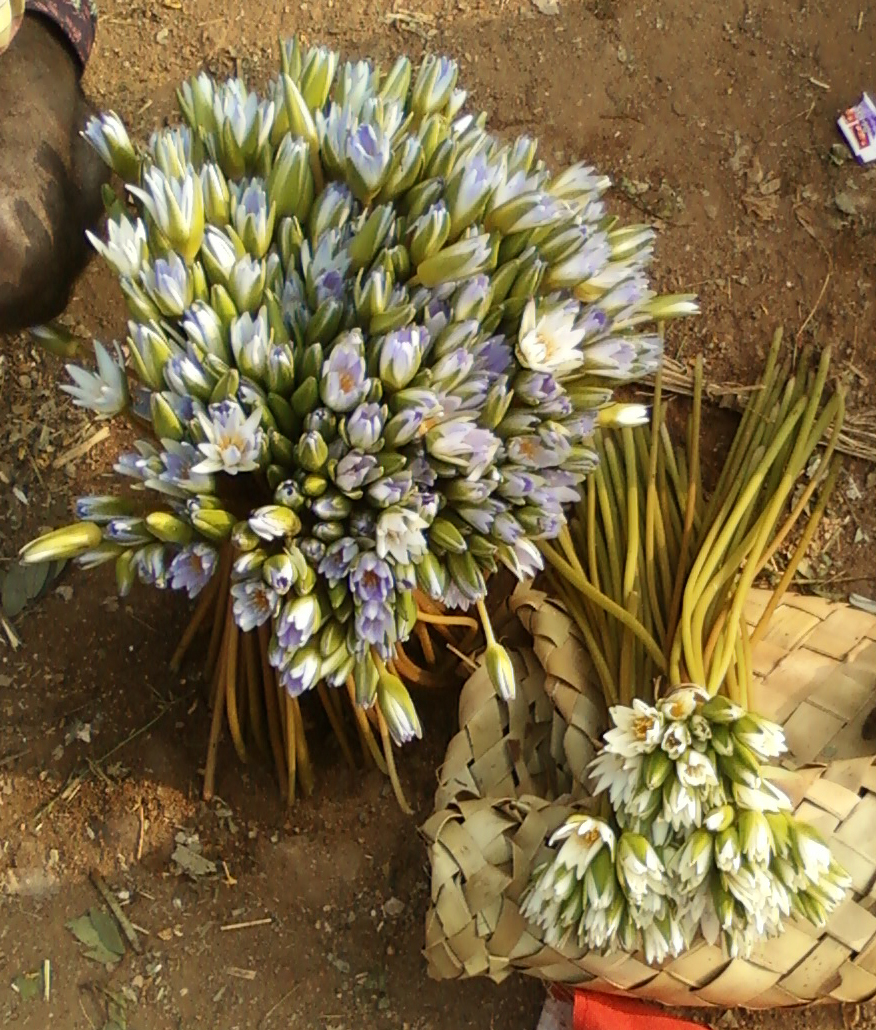
Fleurs vendues en bouquet sur un marché du sud de l'Inde.

C'est une plante horticole cultivée pour sa valeur ornementale. On lui attribue aussi des propriétés médicinales dans le traitement des affections du foie et du diabète. Au Laos et au Cambodge, elle est consommée comme légume.